# メタル・ウィル・スタンド・トール
『メタル・ウィル・スタンド・トール』（METAL WILL STAND TALL）は、スウェーデンのハードロックバンド、プードルズのデビューアルバム。本国スウェーデンでは2006年5月に、日本では9月に発売された。

## 解説
2006年のユーロビジョン・ソング・コンテストへの参加後まもなくシングルリリースされたナイト・オブ・パッション(Night Of Passion)は国内チャートで2位、同曲を収めた本アルバムも4位を獲得する。ナイト・オブ・パッションに続き、メタル・ウィル・スタンド・トール(Metal Will Stand Tall)、ソング・フォー・ユー(Song For You)の3曲がシングルカットされ、いずれもチャート10位に入り、ベスト・デビュー・アルバム部門では大賞に輝いている。

## 収録曲

### 日本盤
1. エコーズ・フロム・ザ・パスト -Echoes From The Past
2. メタル・ウィル・スタンド・トール -Metal Will Stand Tall
3. ナイト・オブ・パッション -Night Of Passion
4. ソング・フォー・ユー -Song For You
5. シャドウズ -Shadows
6. ライ・トゥ・ミー -Lie To Me
7. ロックスター -Rock Star
8. ダンシング・ウィズ・ティアーズ・イン・マイ・アイズ -Dancing With Tears In My Eyes
9. ドント・ギブ・アップ・オン・ラヴ -Don't Give Up On Love
10. ナンバー・ワン -Number One
11. キングダム・オブ・ヘヴン -Kingdom Of Heaven
12. クライング -Crying
13. ナイト・オブ・パッション(アコースティック・ヴァージョン) -Night Of Passion(Accoustic Version) 〈日本盤ボーナストラック〉

### スウェーデン盤
1. Echoes From The Past
2. Metal Will Stand Tall
3. Night Of Passion
4. Song For You
5. Shadows
6. Lie To Me
7. Rock Star
8. Dancing With Tears In My Eyes
9. Don't Give Up On Love
10. Number One
11. Kingdom Of Heaven
12. Crying